# Theodor Văscăuțeanu
Theodor Văscăuțeanu (n. 18 februarie 1896, Bulboci, ținutul Soroca – d. 18 septembrie 1933, Iași) a fost un geolog și paleontolog român, cadru didactic la Universitatea „Alexandru Ioan Cuza” din Iași (1922-1933).

## Activitate științifică
Theodor Văscăuțanu a fost un produs al școlii de geologie–paleontologie din cadrul Universității „Alexandru Ioan Cuza” din Iași, condusă de către Ion Simionescu. Sub îndrumarea acestuia a elaborat și susținut (în 1931) lucrarea de doctorat intitulată Formațiunile siluriene din malul românesc al Nistrului, care a sistematizat studiul formațiunilor sedimentare paleozoice, mezozoice și terțiare dintre Prut și Nistru. Teza a fost susținută la Universitatea din București, unde se mutase de curând mentorul său.
Din silurianul de pe malul românesc al Nistrului a determinat peste 300 de taxoni de celenterate, brachiopode, gastropode, briozoare, cefalopode, trilobiți, ostracode, bivalve etc. A studiat în premieră ordovicianul din bazinul moldo–podolic, evidențiind o bogată faună de nevertebrate. Pentru sarmațianul mediu a pus în evidență 54 specii, de la foraminifere la vertebrate, în lucrarea „Fauna argilelor sarmatice de la Ungheni”. A adunat o colecție impresionantă, multe specimene aflându-se în prezent în posesia muzeelor și facultăților de profil din Iași și București (în diverse stadii de conservare).

## Activitate politică
A desfășurat și o intensă activitate politică, manifestându-se ca un om politic cu un pronunțat caracter democratic. Notabilă este luarea de poziție (ca secretar al Cercului studenților basarabeni) din 1 aprilie 1921 împotriva mișcării naționaliste inițiate și conduse de Alexandru C. Cuza și Corneliu Zelea Codreanu, mișcare aflată în plină ascensiune la acea dată.

## Lucrări semnificative
- „Asupra cretacicului superior din nordul Basarabiei”, ARMSȘt, București, anul 1 (1923), pp. 287–299
- „Urmele omului preistoric în Basarabia”, RS Adamachi, anul 11 (1925), pp. 153–157
- „Asupra prezenței Ordovicianului în bazinul Moldo–Polonic, ARMSȘt, București, anul 3 (1928-1929)
- „Fauna argilelor sarmatice de la Ungheni”, Ann. Inst. Geol. României, București, anul 13 (1929), pp. 85–130
- Formațiunile siluriene din malul românesc al Nistrului: contribuțiuni la cunoașterea paleozoicului din bazinul Moldo-Podolic („Les formations siluriennes de la rive roumaine du Dniester. Contributions à la connaissance du Paléozoïque du bassin moldo–podolique”), teză de doctorat susținută în 1931, Facultatea de Științe a Universității din București, publicată în 1932 (584 pp.)

## In memoriam
- O stradă din Iași îi poartă numele.